# Droga krajowa nr 180 (Kostaryka)
Droga krajowa nr 180 (hiszp. Ruta Nacional Secundaria 180/Ruta 180) – jedna z dróg krajowych w Kostaryce. Znajduje się ona w prowincji Guanacaste.

## Opis
W prowincji Guanacaste droga krajowa nr 180 przebiega przez kanton Santa Cruz (przez dystrykty Tempate i Cabo Velas).